# Кэннон-Бич
Кэннон-Бич (англ. Cannon Beach) — город в округе Клатсоп, штат Орегон, Соединенные Штаты Америки. По данным переписи 2010 года, численность населения составляла 1690 человек.

## География
По данным Бюро переписи населения США, общая площадь города составляет 3,99 км2 .

### Климат
Согласно климатической классификации Кеппена, город имеет теплый средиземноморский климат с сухим летом, без каких-либо среднемесячных температур выше 22,0 °C.

## Демография

### Перепись 2010
По данным переписи 2010 года проживало 1 690 человек, 759 домохозяйств и 415 семей. Плотность населения — 423,7 чел/км² . На территории города насчитывалось 1812 жилых строений.
Расовый состав населения:
- 88,4 % белых,
- 0,1 % афроамериканцев
- 0,4 % коренных американцев ,
- 0,4 % азиатов,
- 0,2 % жителей тихоокеанских островов ,
- 9,1 % представителей других рас,
- 1,5 % представителей двух или более рас.

Испаноговорящие составили 12,7 % от всех жителей города.
В городе существовало 759 домашних хозяйств, из которых 19,1 % имели детей в возрасте до 18 лет, проживающих с ними, 45,1 % были супружескими парами, 7,4 % — женщины-домохозяйки не имеющие мужа, 2,2 % — одинокие мужчины и 45,3 % — не имели семьи. 38,1 % всех домашних хозяйств состоял из одного человека, и в 13,3 % жил один человек в возрасте 65 лет или старше.
Средний возраст жителей города составил 46,4 года. 16,4 % жителей были моложе 18 лет; 12,3 % — в возрасте от 18 до 24 лет; 20 % — от 25 до 44 лет; 31,6 % — от 45 до 64 лет; и 19,8 % — в возрасте 65 лет и старше. Гендерный состав населения города составил 46,0 % мужчин и 54,0 % женщин.

### Перепись 2000
По данным переписи населения 2000 года в городе проживало 1 588 человек, 710 домохозяйств и 418 семей. Плотность населения — 411,5чел/км² . В городе насчитывалось 1641 жилое строение.
Расовый состав населения:
- 92,57 % белых,
- 0,19 % афроамериканцев
- 0,88 % коренных американцев ,
- 0,31 % азиатов,
- 3,27 % представителей других рас,
- 2,77 % представителей двух или более рас.

Испаноговорящие составили 10,52 % от всех жителей города.
В городе существовало 710 домашних хозяйств, из которых 20,8 % имели детей в возрасте до 18 лет, проживающих с ними, 49,0 % были супружеские пары, 7,3 % — женщины-домохозяйки, не имеющие мужа, и 41,0 % — несемьи.
33,5 % всех домашних хозяйств состояли из одного человека и в 13,0 % жил один человек в возрасте 65 лет или старше.
Средний возраст жителей составил 44 года. 17,4 % — в возрасте до 18 лет, 12,3 % — от 18 до 24 лет, 21,5 % — от 25 до 44 лет, 32,1 % — от 45 до 64 лет и 16,7 % — в возрасте 65 лет и старше. На каждые 100 женщин приходилось 86,8 мужчин. На каждые 100 женщин старше 18 лет приходилось 84,4 мужчин.
Средний доход домохозяйства в городе составил 39 271 USD, а средний доход семьи — 45 329 USD. Средний доход мужчин составлял 31 250 USD против 21 641 USD у женщин. Доход на душу населения для города составил 24 465 USD. Около 8,2 % семей и 12,0 % населения находились за чертой бедности, в том числе 16,3 % — в возрасте до 18 лет и 2,1 % — в возрасте 65 лет и старше.

## Экономика
Кэннон-Бич является туристическим курортом из-за своей близости к Портленду, штат Орегон, особенно он известен как место отдыха для жителей и туристов города в выходные дни .
На улицах города работают ремесленные магазины и местные рестораны.

## Искусство и культура

### Ежегодные культурные мероприятия

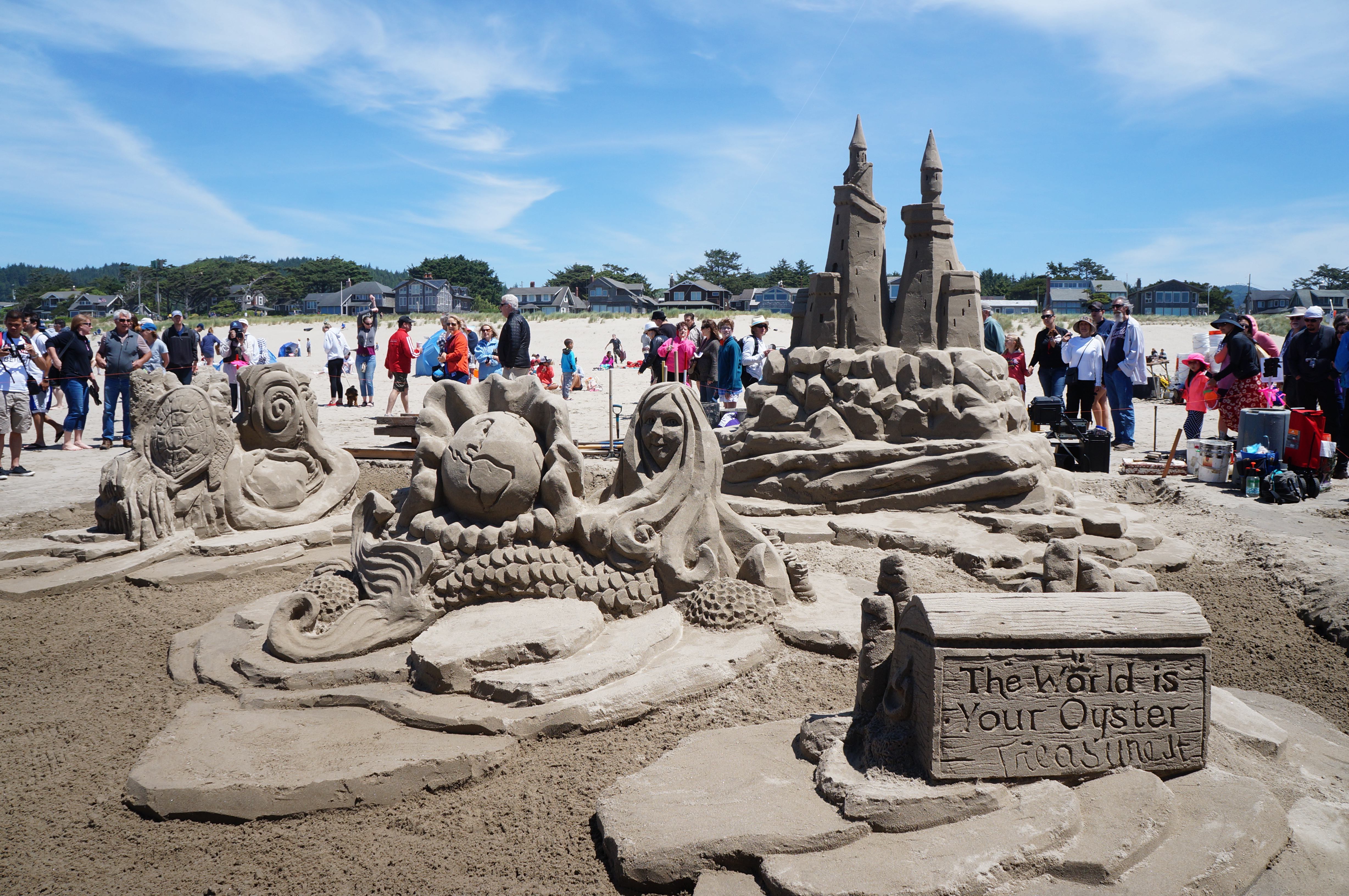
Песчаные фигуры

В июне проводится ежегодный конкурс — строительство замка из песка.
Ежегодно, 4 июля, в День Независимости США, проходит парад.
«Весеннее Открытие» — это ежегодный фестиваль изобразительного искусства, который проводится в первое воскресенье мая.

## Медиа и фильмы
«Кэннон-Бич Газетт» — городская газета, которая освещает местную политику, новости спорта и общественные события, публикуется два раза в неделю. Газета принадлежит и управляется компанией «Country Media Inc».
Кэннон-Бич и Государственный Парк «Экола» были сняты в нескольких фильмах, включая «Балбесы» (1985), «Сумерки» (2008), «Истерика» (1983) и «На гребне волны» (1991).